# Adryas albicerata
Adryas albicerata är en stekelart som beskrevs av Pinto och Richard Owen 2004. Adryas albicerata ingår i släktet Adryas och familjen hårstrimsteklar.
Artens utbredningsområde är:
- Colombia.
- Costa Rica.
- Peru.

Inga underarter finns listade i Catalogue of Life.